# دي بيستر (نيويورك)
دي بيستر (بالإنجليزية: De Peyster, New York)‏ هي بلدة أمريكية تقع في الولايات المتحدة في مقاطعة سانت لورنس، نيويورك. يقدر عدد سكانها بـ 998 نسمة ومساحتها 116.8 كم2 وترتفع عن سطح البحر 94 متر.

## أعلام
- نيوتن مارتن كورتيس